# アポッローザ
アポッローザ（イタリア語: Apollosa）は、イタリア共和国カンパニア州ベネヴェント県にある、人口約2,700人の基礎自治体（コムーネ）。

## 地理

### 位置・広がり
ベネヴェント県南部のコムーネ。県都ベネヴェントから西南西へ8kmの距離にある。

#### 隣接コムーネ
隣接するコムーネは以下の通り。
- ベネヴェント
- カンポリ・デル・モンテ・タブルノ
- カステルポート
- チェッパローニ
- モンテサルキオ
- サン・レウチョ・デル・サンニオ

## 行政

### 分離集落
以下の分離集落（フラツィオーネ）がある。
- San Giovanni, Cancellonica, Epitaffio, Fornillo, Monte Mauro, Tufariello.